# Mistrzostwa Nordyckie w Zapasach 1988
Mistrzostwa odbyły się w norweskim mieście Fredrikstad, 9 kwietnia 1988 roku.

## Tabela medalowa
Gospodarz zawodów został zaznaczony kolorem.
| Poz. | Państwo   |    |    |    | Łącznie |
| ---- | --------- | -- | -- | -- | ------- |
| 1    | Szwecja   | 5  | 2  | 3  | 10      |
| 2    | Norwegia  | 4  | 1  | 2  | 7       |
| 3    | Finlandia | 1  | 6  | 3  | 10      |
| 4    | Dania     | 0  | 1  | 1  | 2       |
|      | Łącznie   | 10 | 10 | 10 | 30      |

## Wyniki

### Styl klasyczny
| Konkurencja            | Złoto             | Srebro               | Brąz               |
| Kategoria do 48 kg     | Lars Rønningen    | Ari Pekka Haerkaenen | Patrik Magnusson   |
| Kategoria do 52 kg     | Jon Rønningen     | Reijo Haaparanta     | Peter Stjernberg   |
| Kategoria do 57 kg     | Ronny Sigde       | Niklas Hentunen      | Taisto Halonen     |
| Kategoria do 62 kg     | Bjoern Persson    | Juha Virtanen        | John Ottesen       |
| Kategoria do 68 kg     | Marthin Kornbakk  | Morten Brekke        | Jukka Loikas       |
| Kategoria do 74 kg     | Torbjörn Kornbakk | Jan Pedersen         | Tuomo Karila       |
| Kategoria do 82 kg     | Stig Kleven       | Jari Salomaeki       | Magnus Fredriksson |
| Kategoria do 90 kg     | Harri Koskela     | Christer Gulldén     | Gunnar Hagebo      |
| Kategoria do 100 kg    | Jan Moeller       | Heikki Jantunen      | Tom Sand           |
| Kategoria ponad 100 kg | Tomas Johansson   | Pentti Maekaelae     | –                  |